# Streik!
Streik! är en norsk dramadokumentär från 1975 i regi av Oddvar Bull Tuhus och med manus av Oddvar Bull Tuhus och Lasse Glomm.
Filmen utspelar sig under 1970 års strejk bland arbetare på smältverket i Sauda. Arbetarna spelas i filmen i stor utsträckning av sig själva. Förlagan är romanen Sauda! Streik! av Tor Obrestad.